# Happy Birthday Sweet Sixteen
Happy Birthday Sweet Sixteen är en poplåt utgiven 1961 av den amerikanske popsångaren Neil Sedaka. Sedaka skrev musiken och framförde låten, medan texten skrevs av Howard Greenfield. Sången nådde som högst en sjätteplats på Billboardlistan i USA.

## Coverversioner
Flamingokvintetten spelade 1968 in en coverversion av låten. Inspelningen nådde den 3 augusti 1968 förstaplatsen på Tio i topp och den 27 augusti förstaplatsen på Kvällstoppen. 

## Svensk översättning
Flamingokvintetten spelade 1968 även in melodin med svensk text. Titeln var Hon är sexton år i dag, och inspelningen låg på Svensktoppen samma år. En version med samma text spelades in av Larz-Kristerz på albumet Stuffparty 1 2003.

## Listplaceringar
| Lista (1961-1962) | Topplacering           |
| ----------------- | ---------------------- |
| Kanada            | 5 (CHUM Hit Parade)    |
| Norge             | 8 (VG-lista)           |
| Nya Zeeland       | 7 (Lever Hit Parade)   |
| Storbritannien    | 5 (UK Singles Chart)   |
| Sverige           | 2 (Tio i topp)         |
| Sverige           | 8 (Radio Nord Topp 20) |
| USA               | 6 (Billboard Hot 100)  |
| Västtyskland      | 27                     |

### Fotnoter
1. ↑  History of Rock: Neil Sedaka
2. ↑  ”Svensktoppen”. 26 februari 1968. http://sverigesradio.se/Diverse/AppData/Isidor/files/2023/3465.txt. Läst 25 maj 2011.
3. ↑  ”Listplacering”. http://chumtribute.com/62-01-01-chart.jpg. Läst januari 2022.
4. ↑  ”Listplacering”. http://norwegiancharts.com/showitem.asp?interpret=Neil+Sedaka&titel=Happy+Birthday%2C+Sweet+Sixteen&cat=s. Läst 25 maj 2011.
5. ↑  ”Listplacering”. Arkiverad från originalet den 23 januari 2022. https://web.archive.org/web/20220123093335/http://www.flavourofnz.co.nz/index.php?qpageID=search%20lever&qartistid=130#n_view_location. Läst 23 januari 2022.
6. ↑  ”Listplacering”. Arkiverad från originalet den 7 juli 2007. https://web.archive.org/web/20070707194436/http://www.chartstats.com/songinfo.php?id=3054. Läst 25 maj 2011.
7. ↑  Hallberg, Eric (1998). Tio i topp - med de utslagna på försök 1961-74 (1:a uppl.). ISBN 91-972712-5-X
8. ↑  Kotschack, Jan (2009). Stick iväg, Jack! Historien om Radio Nord (1:a uppl.). ISBN 978-91-89136-51-9
9. ↑  ”Listplacering”. https://www.billboard.com/artist/neil-sedaka/chart-history/hsi/. Läst 23 januari 2022.
10. ↑  ”Charts Surfer, söktjänst”. http://www.charts-surfer.de/. Läst 23 januari 2022.